# Euphorbia ferox
Euphorbia ferox Marloth es una especie fanerógama perteneciente a la familia de las euforbiáceas. Es nativa de Sudáfrica en la Provincia del Cabo.

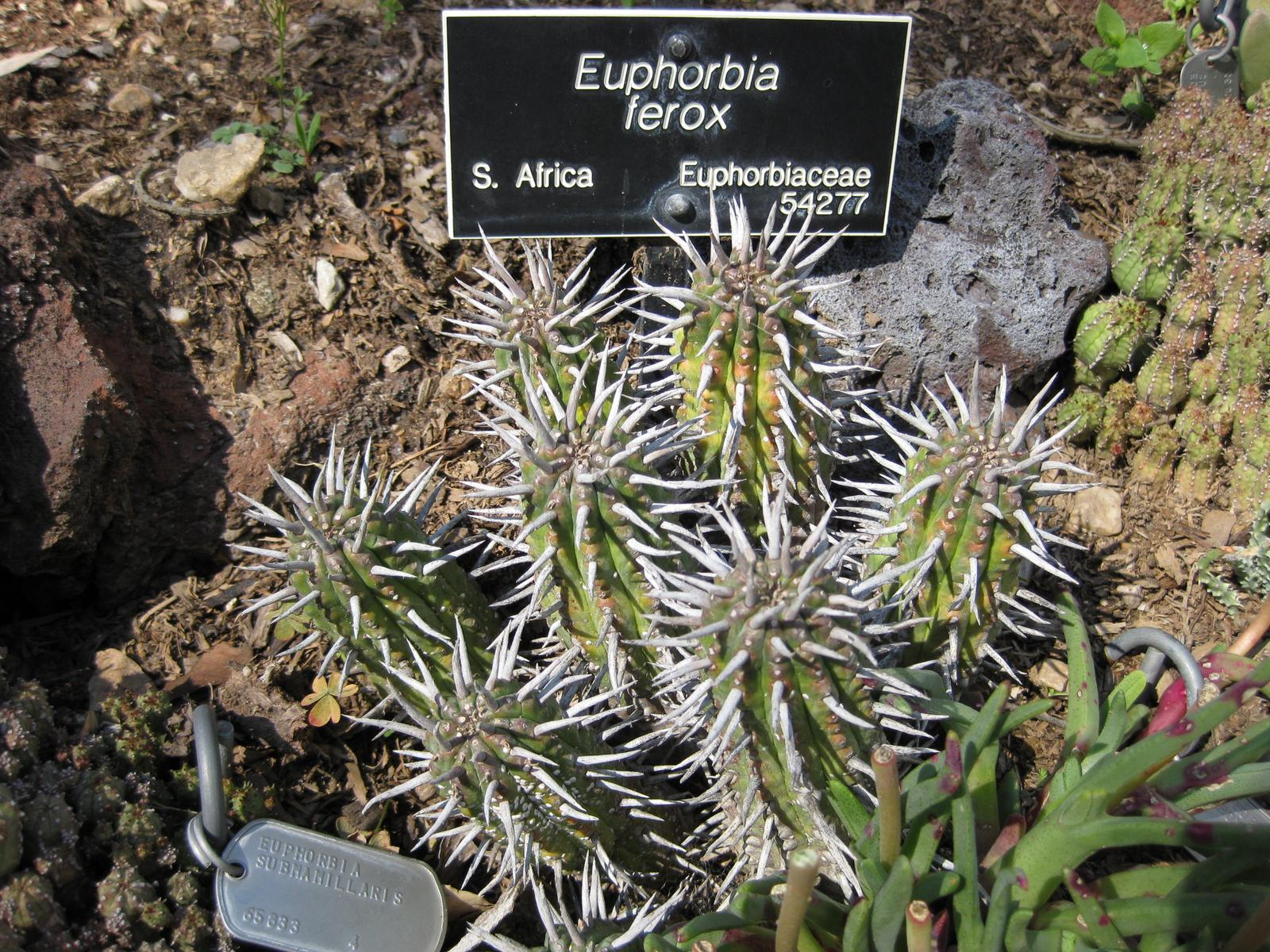
Vista de la planta

## Descripción
Es una planta suculenta muy espinosa sin hojas; simple o poco ramificada en la base o a nivel del suelo, de forma individual 10-30 cm de longitud, de los cuales 5 cm en las muestras vistas se entierran en el suelo; espinas (pedúnculos modificados) solitarias, numerosas, dispuestos a lo largo de los ángulos,  hojas rudimentarias, 3 cm de largo, linear-oblongas, subagudas, cóncavas por el haz, hojas caducas glabras. Las inflorescencias en pedúnculos erectos. El fruto en forma de cápsula.

## Taxonomía
Euphorbia ferox fue descrita por Michael George Gilbert y publicado en Transactions of the Royal Society of South Africa 3: 122. 1913.
Etimología
Euphorbia: nombre genérico que deriva del médico griego del rey Juba II de Mauritania (52 a 50 a. C. - 23), Euphorbus, en su honor – o en alusión a su gran vientre –  ya que usaba médicamente Euphorbia resinifera. En 1753 Carlos Linneo asignó el nombre a todo el género.
ferox: epíteto latino que significa "feroz (espinosa)".
Sinonimia
- Euphorbia capitosa N.E. Br.
- Euphorbia captiosa N.E.Br. in W.H.Harvey & auct. suc. (eds.) (1915)[6][7]